# Spathomeles dohrnii
Spathomeles dohrnii es una especie de coleóptero de la familia Endomychidae.

## Distribución geográfica
Habita en Sumatra (Indonesia).